# Rete tranviaria di Innsbruck
La rete tranviaria di Innsbruck è la rete tranviaria che serve la città austriaca di Innsbruck. Composta da quattro linee, di cui 3 urbane e una extraurbana, è gestita dalla società Innsbrucker Verkehrsbetriebe und Stubaitalbahn.